# Alta via n. 2
L'alta via n. 2 (in tedesco Höhenweg Nr. 2), detta via delle leggende, è un'alta via situata sulle Dolomiti che parte da Bressanone e arriva a Feltre. Il sentiero, che rappresenta la prosecuzione verso sud dell'alta via Europa, è segnalato con un triangolo blu, all'interno del quale è segnato il numero 2.

## Caratteristiche
L'itinerario è di circa 180 km, con un dislivello totale di circa 11 000 metri. Per l'intera percorrenza sono generalmente necessari circa 12 giorni. La quota massima dell'intero percorso si raggiunge presso il Passo delle Farangole (2 932 m), durante l'ottava tappa. È consigliabile percorrerla durante il periodo giugno-settembre, corrispondente all'apertura estiva dei rifugi.
Attraversa 6 diversi gruppi montuosi:
- il Gruppo Plose-Putia
- il Gruppo Puez-Odle
- il Gruppo del Sella
- la Marmolada
- le Pale di San Martino
- le Vette Feltrine

## Itinerario[1]

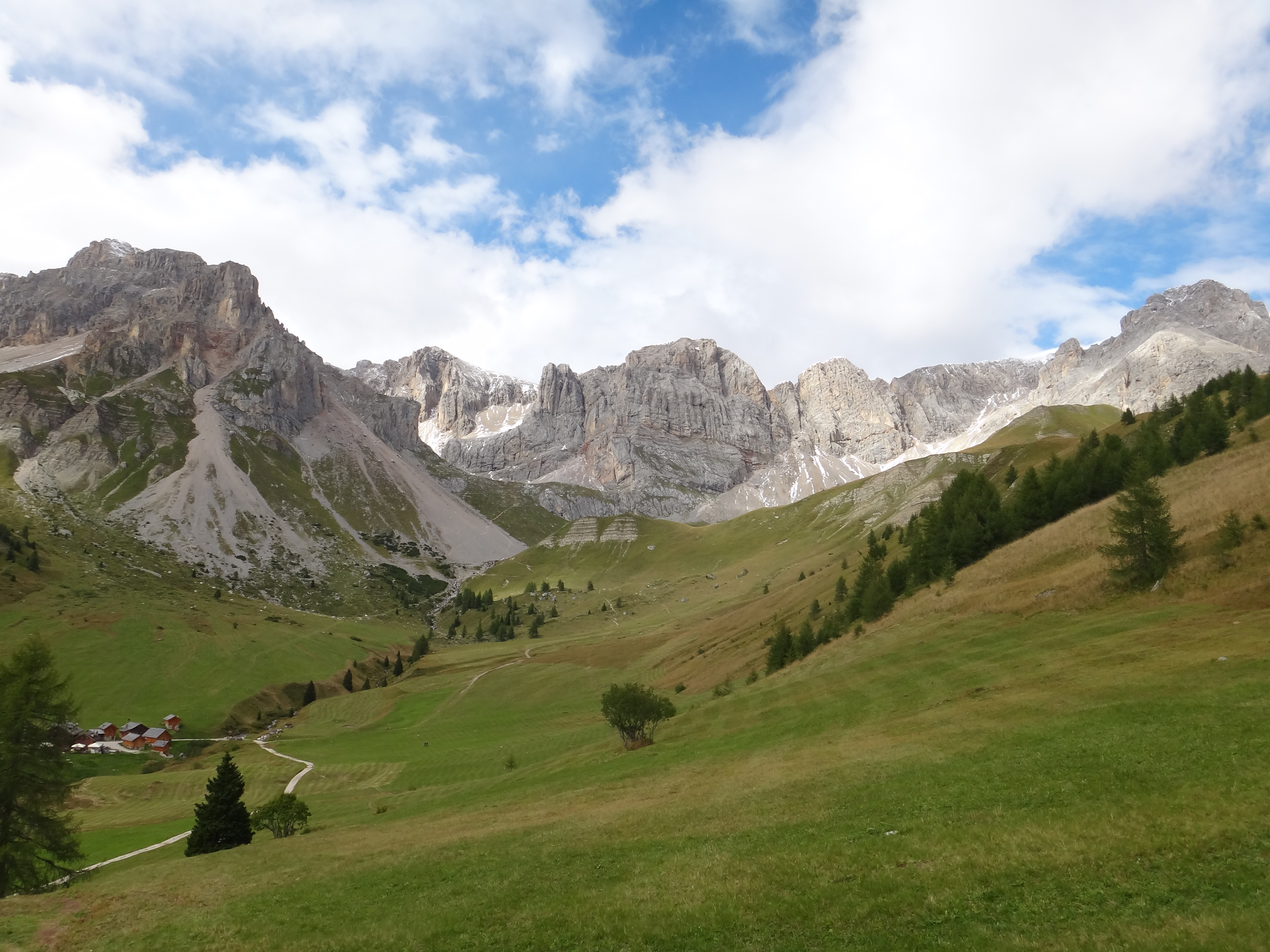
L'Alta via 2 nei pressi di Fuciade

- Tappa 1. Da Bressanone (S. Andrea in Monte, 961 m) al Rifugio Plose (2.447 m) - Percorrenza: 4,30 h - Dislivello: 1450 m - Difficoltà: E (Escursionistico)
- Tappa 2. Dal Rifugio Plose (2.447 m) al Rifugio Genova (2.306 m) - Percorrenza: 5 h - Dislivello: 500 m - Difficoltà: EE (Escursionisti Esperti)
- Tappa 3. Dal Rifugio Genova (2.306 m) al Rifugio Puez (2.475 m) - Percorrenza: 5,30 h - Dislivello: 850 m - Difficoltà: EE (Escursionisti Esperti)
- Tappa 4. Dal Rifugio Puez (2.475 m) al Rifugio Franco Cavazza al Pisciadù (2.587 m) - Percorrenza: 5 h - Dislivello: 650 m - Difficoltà: EE (Escursionisti Esperti)
- Tappa 5. Dal Rifugio Franco Cavazza al Pisciadù (2.587 m) al Passo Fedaia (2.057 m) - Percorrenza: 6,30 h - Dislivello: 750 m - Difficoltà: EE (Escursionisti Esperti)
- Tappa 6. Dal Passo Fedaia (2.057 m) al Passo San Pellegrino (1.918 m) - Percorrenza: 7 h - Dislivello: 1050 m - Difficoltà: E (Escursionistico)
- Tappa 7. Dal Passo San Pellegrino (1.918 m) al Rifugio Giuseppe Volpi al Mulaz (2.571 m) - Percorrenza: 7 h - Dislivello: 1000 m - Difficoltà: EE (Escursionisti Esperti)
- Tappa 8. Dal Rifugio Giuseppe Volpi al Mulaz (2.571 m) al Rifugio Giovanni Pedrotti alla Rosetta (2.581 m) - Percorrenza: 4,30 h - Dislivello: 760 m - Difficoltà: EE/EEA (Escursionisti Esperti con Attrezzatura)[2]
- Tappa 9.  Dal Rifugio Pedrotti alla Rosetta (2.581 m) al Rifugio Treviso (1.630 m) - Percorrenza: 7 h - Dislivello: 700 m - Difficoltà: EE (Escursionisti Esperti)
- Tappa 10. Dal Rifugio Treviso (1.630 m) al Passo Cereda (1.369 m) - Percorrenza: 4,30 h - Dislivello: 900 m - Difficoltà: EE (Escursionisti Esperti)
- Tappa 11. Dal Passo Cereda (1.369 m) al Rifugio Bruno Boz (1.718 m) - Percorrenza: 6,30 h - Dislivello: 1200 m - Difficoltà: EE (Escursionisti Esperti)
- Tappa 12. Dal Rifugio Bruno Boz (1.718 m) a Feltre (Passo Croce d'Aune, 1.011 m) - Percorrenza: 8 h - Dislivello: 900 m - Difficoltà: E/EE (Escursionisti Esperti)

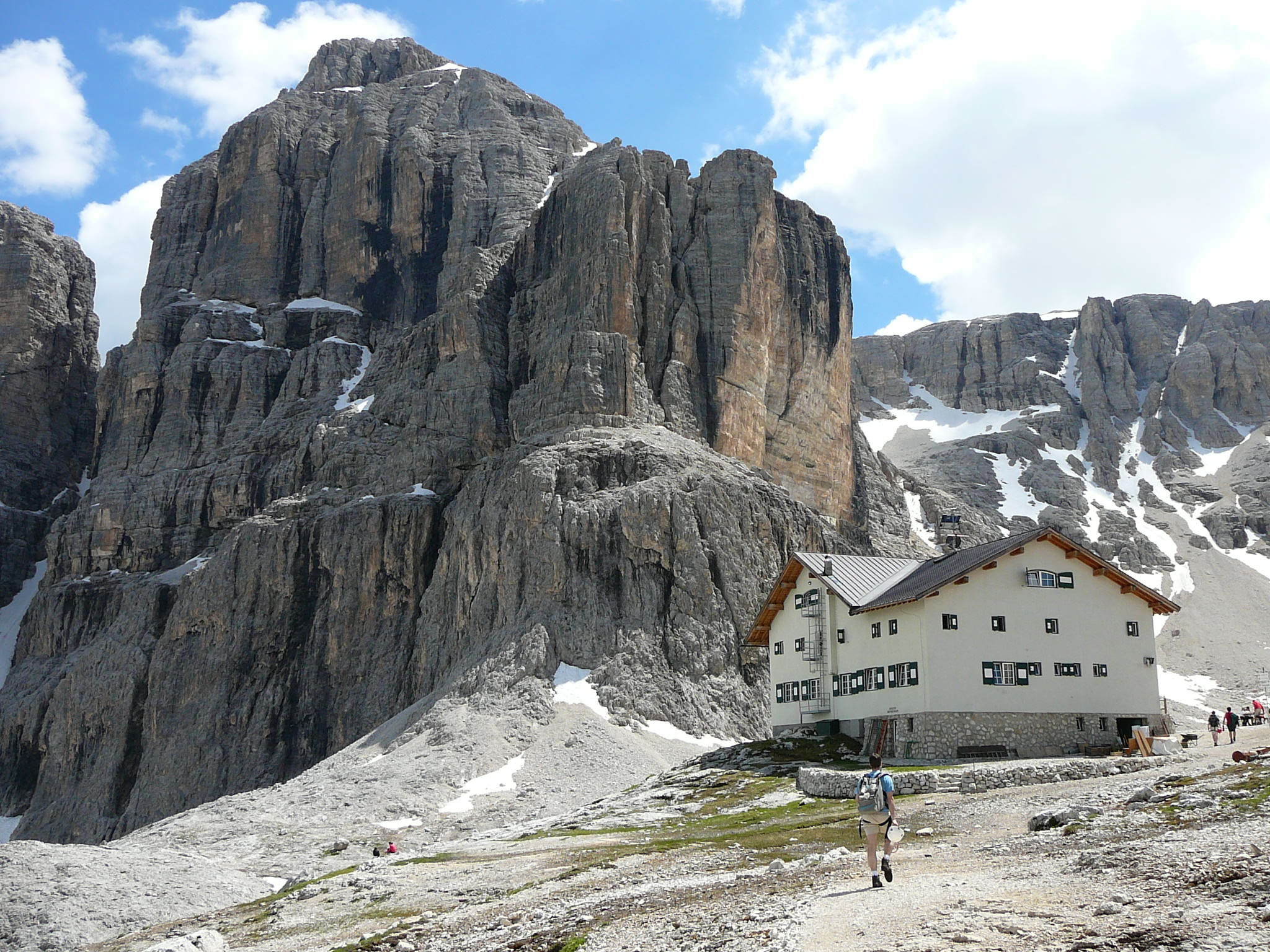
Rifugio Franco Cavazza al Pisciadù